# Базилевский, Борис Васильевич
Бори́с Васи́льевич Базиле́вский (7 июня 1885, Каменец-Подольский — 24 февраля 1955, Новосибирск) — советский астроном, коллаборационист, заместитель бургомистра города Смоленска при немецкой оккупации.

## Биография

### Краткая биография и научные достижения, посты
Родился 26 мая (7 июня) 1885 года. В 1904 году окончил Екатеринбургскую гимназию. По окончании в 1910 году физико-математического факультета Санкт-Петербургского университета работал физиком в магнитно-метеорологической обсерватории в городе Слуцке, преподавал математику, физику и космологию в Варшавском университете и 2-м реальном училище.
С 1919 года работал в Смоленске: преподаватель физики, заведующий кафедрой физики и астрономии, а затем — самостоятельной кафедры астрономии Смоленского педагогического института; был зам. директора института по научно-учебной работе; с 1926 года — директор обсерватории; с 1929 года — профессор. С 1929 по 1931 год издавал «Труды астрономической обсерватории СГПИ», редактировал математические и другие сборники института. Был председателем Смоленского отделения Всесоюзного астрономо-геодезического общества (ВАГО) при АН СССР.

### Деятельность во время оккупации
По занятии немцами Смоленска был назначен бургомистром, но от этого поста немедленно отказался; с 25 июля 1941 года был заместителем начальника города (бургомистра) Б. Г. Меньшагина; 1 октября 1942 года, с открытием Смоленской учительской семинарии, занял должность директора этой семинарии. На этих постах спас ряд военнопленных и молодых людей от отправки в Германию.

### Деятельность после войны
После освобождения Смоленска дал показания комиссиям по расследованию Катынского расстрела, а затем на Нюрнбергском трибунале о причастности к расстрелу немцев (Меньшагин назвал его показания ложными; на иностранных журналистов, присутствовавших при допросе Базилевского комиссией Бурденко, этот допрос произвёл впечатление инсценировки). Сохранилась видеозапись допроса Базилевского в Нюрнберге.
Советскими властями Базилевский не преследовался: в феврале 1944 года переехал в Новосибирск, где работал профессором кафедры астрономии, деканом физико-математического факультета, заведующим кафедрой астрономии и геодезии НГПИ, одновременно преподавал в Новосибирском институте инженеров геодезии и картографии.
Умер 24 февраля 1955 года.
Меньшагин характеризовал Базилевского как «принадлежавшего к разряду вечно испуганных людей» в силу своего происхождения и «проработок» 1937 года.